# Diéri (Burkina Faso)
Pour les articles homonymes, voir Diéri.
Diéri est une commune rurale située dans le département d'Orodara de la province de Kénédougou dans la région des Hauts-Bassins au Burkina Faso.

## Géographie
Diéri est située à 10 km à l'ouest d'Orodara sur la route nationale 8.

## Santé et éducation
Diéri accueille un centre de santé et de promotion sociale (CSPS).